# Annectacarus mucronatus
Annectacarus mucronatus is een mijtensoort uit de familie van de Lohmanniidae. De wetenschappelijke naam van de soort is voor het eerst geldig gepubliceerd in 1950 door Grandjean.